# Enid Lyons
Pour les articles homonymes, voir Lyons.
Dame Enid Muriel Lyons (née le 9 juillet 1897 à Smithton en Tasmanie et morte le 2 septembre 1981 ) est une femme politique australienne, la première femme élue à la Chambre des représentants d'Australie (1943) et une des premières femmes ministres dans le cabinet du Libéral Robert Menzies (1949), où elle est nommée « Vice-President of the Executive Council », un poste honorifique. Avec Joseph Lyons, qui fut le dixième Premier ministre australien, Enid a aussi élevé douze enfants. Elle exerça une grande influence sur son mari.

## Hommage
En mars 2023, une double sculpture en bronze de la sénatrice Dorothy Tangney et Enid Lyons est placée dans les jardins de l'ancien Parlement de Canberra. Les statues, sculptées par Lis Johnson, sont inspirées d'une photographie emblématique des deux femmes entrant ensemble dans le bâtiment lors du premier jour de la législature en septembre 1943.